# گرایندهاوس
گرایندهاوس (انگلیسی: Grindhouse) فیلمی اکشن، مهیج، و ترسناک به کارگردانی رابرت رودریگز، کوئنتین تارانتینو، ادگار رایت، راب زامبی، و الی راث است که در سال ۲۰۰۷ منتشر شد.

## بازیگران
- رز مک‌گاون
- فردی رودریگز
- بروس ویلیس
- کرت راسل
- زویی بل
- رزاریو داوسون
- سیدنی تمیا پوآتیه
- می‌آنا بورینگ